# Comerío
Comerío è una città di Porto Rico situata nella regione centrale dell'isola. L'area comunale confina a nord con Naranjito e Bayamón, a est con Aguas Buenas, a sud con Cidra e Aibonito e a ovest con Barranquitas. Il comune, che fu fondato nel 1826, oggi conta una popolazione di oltre 20 000 abitanti ed è suddiviso in 8 circoscrizioni (barrios).